# Loskäret
Loskäret är en ö i Finland. Den ligger i Skärgårdshavet och i kommunen Kimitoön i den ekonomiska regionen  Åboland i landskapet Egentliga Finland, i den sydvästra delen av landet. Ön ligger omkring 59 kilometer söder om Åbo och omkring 130 kilometer väster om Helsingfors.
Öns area är 3 hektar och dess största längd är 290 meter i öst-västlig riktning. Ön höjer sig omkring 15 meter över havsytan.